# کازوهیکو ایکیماتسو
کازوهیکو ایکیماتسو (به ژاپنی: 池松 和彦؛ زادهٔ ۲۶ دسامبر ۱۹۷۹) کشتی‌گیر سابق اهل ژاپن است که در دستهٔ ۶۶ کیلوگرم کشتی آزاد رقابت می‌کرد. او برندهٔ یک مدال برنز مسابقات قهرمانی کشتی جهان (۲۰۰۳) و یک مدال طلا (۲۰۰۴)، یک نقره (۲۰۰۳) و دو برنز (۲۰۰۵، ۲۰۰۸) مسابقات قهرمانی کشتی آسیا است. ایکیماتسو همچنین ملی‌پوش تیم ملی ژاپن در المپیک ۲۰۰۴ آتن بود که به مقام پنجم این مسابقات رسید.